# Tomás Motos
Tomás Motos Teruel es un pedagogo especializado en creatividad, teatro y expresión corporal, y en teatro y educación, que ha sido profesor titular en la Universidad de Valencia de Didáctica y Organización Escolar. Es doctor en Filosofía y Ciencias de la educación, premio Extraordinario, licenciado en Psicología y en Pedagogía, y maestro. El año 1985 recibió un accésit al Premio Nacional de Investigación educativa. También ha publicado dos obras teatrales. Es miembro de la Academia de las Artes Escénicas de España.

## Trayectoria profesional
Ha ejercido como docente en todos los niveles educativos: maestro, profesor de lengua y literatura en secundaria y en formación profesional, profesor en la escuela de magisterio (Centro de enseñanzas integradas de Cheste) y profesor titular jubilado de Diseño, desarrollo e innovación del curriculum en el Departamento de Didáctica y Organización Escolar de la Universidad de Valencia.
Tanto a nivel nacional e internacional ha sido profesor de varios cursos, másteres y posgrados de creatividad, teatro, gestión cultural, expresión corporal, teatro en la educación, educación artística y formación de directivos. Fue profesor del Máster Internacional de Creatividad (MICAT) de la Universidad Fernando Pessoa en Ponte de Lima (Portugal) y del Máster de Gestión Cultural de la Universidad de Valencia. Fue director de los postgrados Teatro en la Educación. Estrategias dramáticas en la enseñanza y en la intervención sociocultural y Teatro en la Educación: Pedagogía teatral de la Universidad de Valencia.
Ha elaborado materiales curriculares de lengua y literatura y de teatro en la educación tanto para educación primaria, secundaria cómo para enseñanza superior. Ha confeccionado un plan de intervención en educación emocional, dentro de la formación de equipos directivos de centros educativos, centrada en la escucha activa, la asertividad y la autoestima, utilizando estrategias didácticas como los procedimientos expresivos, concretamente las técnicas dramáticas, abordando la educación emocional como la intersección de la educación, el arte y la psicoterapia, proponiendo la expresión total.

## Obra
Es autor de varias obras de teatro, manuales de artes escénicas y danza, artículos y libros sobre técnicas dramáticas, creatividad, glottodrama (didáctica de la dramatización aplicada a la enseñanza de segundas lenguas) y en las diferentes formas del teatro aplicado. Así mismo es autor de manuales de lengua y literatura española y libros sobre juegos creativos de lenguaje.

### Expresión corporal
- Iniciación a la Expresión Corporal (1983)
- Juegos y experiencias de Expresión Corporal (1985)
- Práctica de la Expresión Corporal (2001)

### Dramatización y teatro en la educación
- Prácticas de dramatización (con Francisco Tejedo) (1987 y 1999)
- Dramatización y técnicas dramáticas en la enseñanza y el aprendizaje (1996)
- Creatividad Dramática (1999)
- Taller de teatro (2001)
- Palabras para la acción (con Georges Laferriére) (2003)

### Manuales de artes escénicas y danza
- Artes escénicas y danza
- Taller de teatro y danza

### Teatro playback, teatro del oprimido y dramaterapia
- Teatro playback: construcción de comunidad, educación y psicoterapia (2015)[9]
- Playback Theatre: el pensamiento de la audiencia (2016)[10]

### Didáctica de la lengua y la literatura
- Expresión escrita (1987)
- Dinamizar textos (1987)
- Juegos creativos de lenguaje (1999)

### Dirección y gestión
- Las relacionas personales en los centros educativos, en AA. VV
- Función directiva: Recursos para la gestión de centros educativos (2000)

### Obras teatrales
- El más (des)corazonado de los hombres (2011)[4]
- Sylvia, leona de Dios (2013)[4]

### Teatro Aplicado
- Otros escenarios para el teatro (con Antoni Navarro Amorós, Domingo Ferrandis y Dianne Stronks) (2013)
- Teatro Aplicado (2015)